# Rüdiger Kauroff

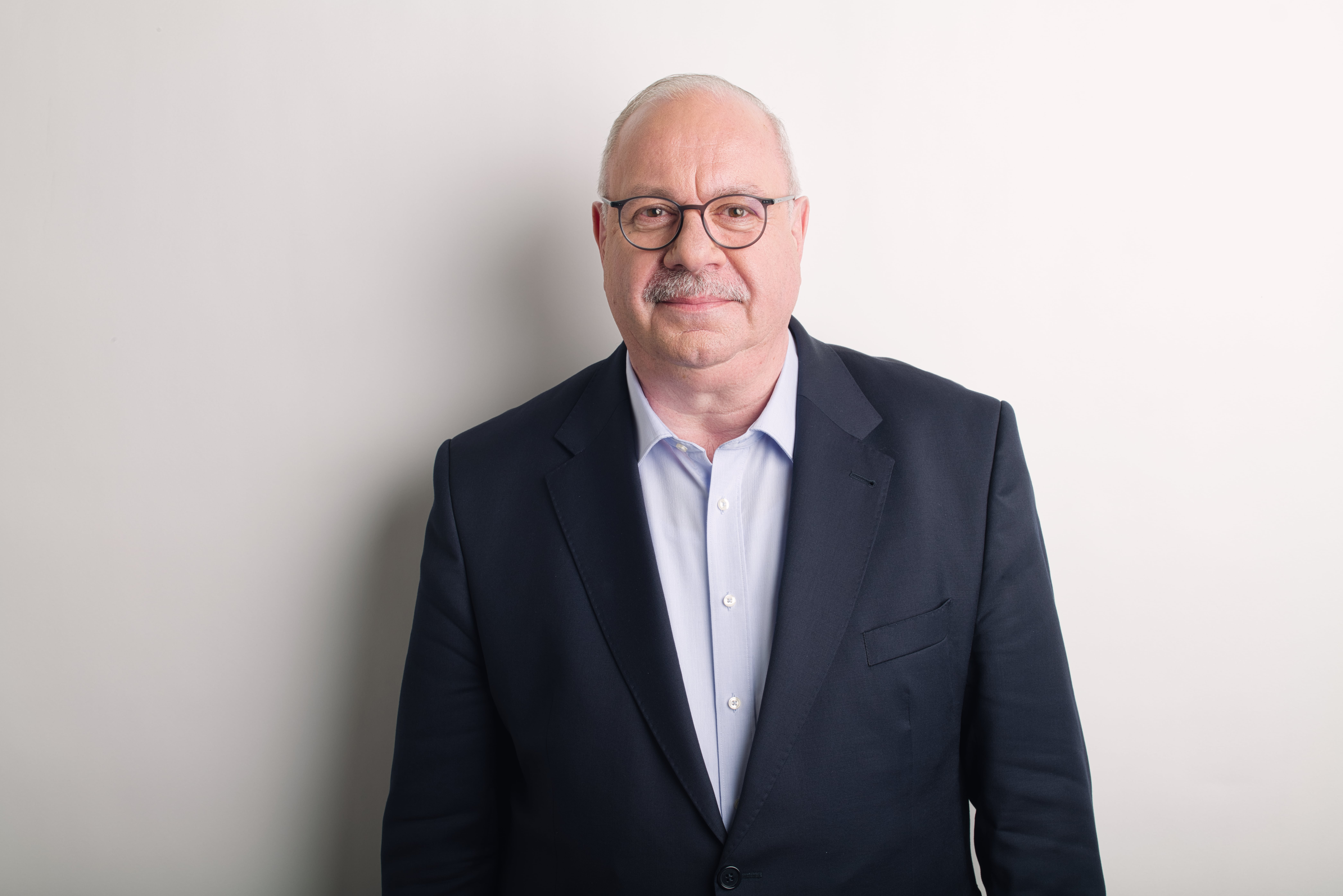
Rüdiger Kauroff (2022)

Rüdiger Kauroff (* 18. Juni 1956 in Hannover) ist ein deutscher Politiker (SPD). Seit November 2017 ist er Abgeordneter im Landtag Niedersachsen.

## Leben
Kauroff erwarb die schulische Mittlere Reife und absolvierte eine Ausbildung bei der damaligen Deutschen Bundespost. Bis zur Wahl in den niedersächsischen Landtag 2017 arbeitete er in unterschiedlichen Funktionen bei der Deutschen Post.
Neben seiner beruflichen Tätigkeit ist Kauroff bereits seit 1967 Mitglied der Ortsfeuerwehr Garbsen. Von 1996 bis 2014 war Kauroff Ortsbrandmeister der Ortsfeuerwehr Garbsen.
Rüdiger Kauroff trat 2005 der SPD bei und wurde 2008 Vorsitzender des SPD-Ortsverein Garbsen. Seit 2014 ist Kauroff auch Mitglied im Vorstand des SPD-Unterbezirks Hannover.
Auf kommunaler Ebene gehört Kauroff seit 2006 dem Rat der Stadt Garbsen an und ist seit 2011 stellvertretender Bürgermeister der Stadt Garbsen.
Bei der Landtagswahl 2017 in Niedersachsen erhielt Kauroff ein Direktmandat im Landtagswahlkreis Garbsen/Wedemark. Bei der Landtagswahl in Niedersachsen 2022 konnte er das Direktmandat verteidigen.
Im Niedersächsischen Landtag ist Mitglied des Petitionsausschuss sowie im Ausschuss für Inneres und Sport. Er ist Sprecher für Feuerwehren, Rettungsdienste und Katastrophenschutz der SPD-Landtagsfraktion. Ferner war Kauroff in der 18. Wahlperiode des Landtages der Sprecher der SPD-Landtagsfraktion für die Enquetekommission „Rahmenbedingungen für das ehrenamtliche Engagement verbessern“.
Kauroff ist evangelisch-lutherischer Konfession, geschieden, und Vater von zwei Kindern.